# Ancient Dreams
Ancient Dreams – trzeci album szwedzkiego zespołu doom metalowego Candlemass. Płyta charakteryzuje się rewelacyjnymi riff'ami ale także ciężkimi brzmieniami, do których Candlemass przyzwyczaja. Płyta doczekała się reedycji w 2001 roku za sprawą Powerline Records. 

## Lista utworów
Wszystkie utwory zostały napisane przez Leifa Edlinga poza utworem ”Epistle No. 81”, do którego tekst napisał szwedzki poeta Carl Michael Bellman.
1. Mirror Mirror – 06:16
2. A Cry from the Crypt – 07:25
3. Darkness in Paradise – 06:46
4. Incarnation of Evil – 07:18
5. Bearer of Pain – 07:22
6. Ancient Dreams – 07:04
7. The Bells of Acheron – 05:20
8. Epistle No. 81 – 04:37

- Utwory na bonusowym CD :

1. Mirror Mirror (live) – 05:20
2. The Bells of Acheron (live) – 05:01
3. Bearer of Pain (live) – 06:12
4. A Cry From the Crypt (live) – 03:36
5. wywiad – 23:51

## Wykonawcy
- Messiah Marcolin – wokal
- Lars Johansson – gitara prowadząca
- Mats Björkman – gitara rytmiczna
- Leif Edling – gitara basowa
- Jan Lindh – perkusja